# 辛繼志

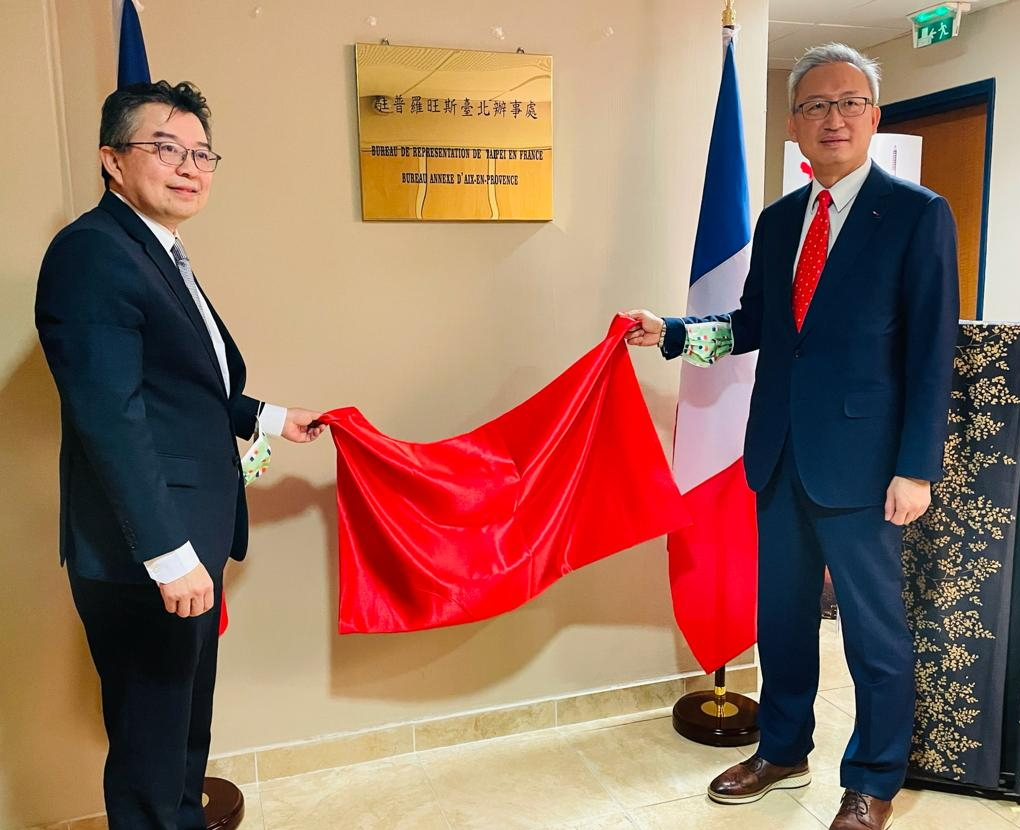
2020年12月14日，駐普羅旺斯臺北辦事處掛牌設立，中華民國駐法國代表吳志中（右）、首任處長辛繼志攝於館牌前。

辛繼志，中華民國外交官。畢業於中國文化大學法國語文學系學士，曾任駐塞內加爾大使館三等秘書、駐法國台北代表處二等秘書、外交部非洲司科長、駐法國台北代表處行政組長、外交部歐洲司／研究設計會／亞西及非洲司專門委員、駐海地大使館公使銜臨時代辦、駐普羅旺斯臺北辦事處總領事銜處長等職務，現任駐象牙海岸臺北代表處公使銜代表。

## 職業生涯
2020年3月，海地媒體報導，海地外交部長約瑟夫（Claude Joseph）表示中華民國大使劉邦治因為「涉及國家主權」的一點「小事」即將被撤換，總統摩依士在等待新大使的到來。之後有消息指出，是劉邦治在與摩依士討論事情的過程中發生激烈口角。對此，中華民國外交部表示劉邦治是按照時程因公返國報告，也走外交禮遇通道。知情人士透露外交部內部認為劉邦治對摩依士並無不敬，只是秉持政府立場與對方交涉。劉邦治返台後，駐海地大使館由參事蕭乃丞、公使辛繼志先後擔任臨時代辦。6月，核定由駐法國副代表古文劍調任駐海地大使。
2020年8月，中華民國外交部於法國南部設立駐普羅旺斯臺北辦事處，由辛繼志擔任首位處長。12月，辦事處揭牌啟用。
2021年2月，美國駐马赛總領事葛珞爾（Kristen K. Grauer）前往辦事處與辛繼志會面。
2022年11月，中華民國外交部設立駐象牙海岸臺北代表處，2023年1月，由辛繼志擔任首位代表。